# Ганц, Симоне Андреа
Симо́не Андреа́ Ганц (итал. Simone Andrea Ganz; 21 сентября 1993, Генуя) — итальянский футболист, нападающий клуба «Новара».
Сын известного в прошлом итальянского футболиста Маурицио Ганца.

## Карьера

### В клубах
Симоне Ганц воспитанник «Милана». Вначале выступал в Примавере, затем был переведён в основную команду. За «Милан» Симоне дебютировал 1 ноября 2011 года в матче 4-го тура Лиги чемпионов против БАТЭ, выйдя на замену на 83-й минуте вместо Робиньо.
Сыграв за Примаверу 59 игр и забив в них 43 гола, Ганц на правах аренды перешёл в «Лумедзане» сроком на один сезон. Дебют Ганца за «Лумедзане» состоялся в первом туре Лиги Про в гостевом матче против «Про Верчелли», Андреа в этом матче провёл все 90 минут, но его команда уступила со счетом 2-1. Всего за «Лумедзане» Симоне провел 12 игр и не забил ни одного гола.
31 января 2014 года было объявлено о переходе Ганца на правах аренды в «Барлетту».
В июле 2014 года перешёл на полноценной основе в «Комо», подписал контракт сроком на 2 года.

### В сборной
С 2011 года Ганц выступает за юношескую сборную Италии, провёл 5 матчей и забил 1 гол.